# اللادينية في المغرب
تُظهر الدراسات أن من 7% إلى 15% من المغاربة يُعتبرون من اللادينيين، سواء تعلق الأمر بالربوبيين، اللاأدريين، أو الملحدين. لكن العدد يمكن أن يكون أعلى بكثير لأن معظم الناس في المغرب يفضلون التستر عن كونهم لادينيين لتجنب المشاكل مع محيطهم وأسرهم. غالباً ما يُفلت الملحدون من العقاب، ولكن الضغط الاجتماعي لا یزال ثقیلاً عليهم وعلى المسلمین السابقین، وتُعد التغطیة الإعلامیة لغیر المسلمین في المغرب ضئيلة جداً.
في المغرب، الملحدون وغير المؤمنين يواجهون اضطهاد الشرطة أو حتى احتمال القتل. ويُعتبر قاسم الغزالي واحداً من الملحدين المغاربة المعروفين. وتؤكد كتاباته على أهمية حرية الفكر التي تفتقر إليه البلدان الإسلامية.

## حالة المغاربة اللادينيين
إن عدد غير المسلمين في المغرب قليل جداً، مقارنة بعدد المسلمين المغاربة. ويرجع ذلك في المقام الأول إلى أن النظام المغربي صارم جداً عندما يتعلق الأمر بالدين. ولا يمكن لغير المؤمنين المغاربة التعبير عن رأيهم علناً دون الخوف من التعرض للاضطهاد، لأن المادة 220 من قانون العقوبات المغربي تُدين المرتدين عن الإسلام لما يصل ل3 سنوات سجناً ومع ذلك، فلا توجد أمثلة عن تطبيق هذا القانون في حق المسلمين السابقين في المغرب.

## أبرز المغاربة غير المتدينين في المغرب

### في المغرب
- زينب الغزوي، مؤسسة مشاركة لحركة "مالي"، وناشطة في مجال حقوق الإنسان.
- قاسم الغزالي، كاتب علماني، وناشط في مجال حقوق الإنسان. وهو واحد من المغاربة القليلين الذين أعلنوا إلحادهم علناً.
- ابتسام لشكر، من مؤيدي النسوية والمثليين ومزدوجي الميل الجنسي ومغايري الهوية الجنسانية، مؤسسة مشاركة لحركة "مالي".
- نجاة الهاشمي، كاتبة مغربية.

### خارج المغرب
- حسن بحارة، وهو كاتب مغربي هولندي.
- حفيظ بوعزة، وهو كاتب مغربي هولندي.